# Club olympique de Châlons-en-Champagne
Le Club Olympique de Châlons-en-Champagne était un club de football de la ville de Châlons-en-Champagne.

## Histoires
Le COC football a vu le jour le 10 avril 1925 né de la fusion des deux clubs de la ville de l'époque : le S.C.C. (Sporting Club Châlonnais) et le C.I.S.C. (Club Indépendant Sportif Châlonnais).
Le COC a connu ses heures de gloire fin des années 1970 avec le titre de champion de DH du Nord-Est en 1978 et une montée en Division 3 (3e niveau national à l'époque) avec pour entraîneur Robert Jonquet. Après trois années passées au plus haut niveau amateur, le COC a connu une descente aux enfers.
Ces dernières années, le COC a renoué avec ses années glorieuses et connu de nouveau le niveau national de 2000 à 2006 (une saison en CFA et 5 saisons en CFA 2). 
Le COC a été liquidé en 2006 pour des raisons financières.

## Les anciens du COC
L'association Les anciens du COC voit le jour en 2003 et perpétue l'esprit du club et organise des rencontres entre des équipes d'anciens du COC chaque dimanche matin.